# Acquire (juego de mesa)
Acquire es un juego de mesa para 2 a 6 jugadores, diseñado en 1964 por el estadounidense Sid Sackson, en el que se intenta ganar la mayor cantidad de dinero posible desarrollando y fusionando cadenas hoteleras. En Acquire, cada jugador invierte en empresas intentando retener la mayoría de las acciones. A medida que las empresas crecen con la colocación de fichas, también comienzan a fusionarse, lo que otorga a los accionistas mayoritarios de la empresa adquirida importantes bonificaciones que pueden reinvertir en otras cadenas. Todos los inversores de la empresa adquirida pueden canjear sus acciones por su valor actual o intercambiarlas al 2x1 por acciones de la empresa más nueva y grande. El juego es una carrera para adquirir la mayor riqueza.
El juego fue preseleccionado en 1979 para los primeros Spiel des Jahres. La revista GAMES incluyó a Acquire en el Salón de la Fama de su guía de compradores. Los criterios establecidos por la revista para su Salón de la Fama inciden en «juegos que han cumplido o superado los más altos estándares de calidad y jugabilidad y que han estado en producción continua durante al menos diez años; es decir, clásicos» Acquire entró también en el Salón de la Fama de la «Academy of Adventure Gaming Arts & Design's», junto con su autor Sid Sackson, en 2011, y fue nominado al premio Meeples Choice 2000.
En 2025 accedió al salón de la fama de BoardGameGeek como uno de sus veinticinco primeros juegos seleccionados 